# Lars Fernebring
Lars-Göran Ludwig "Ferne" Fernebring, född 19 september 1951, är en svensk musiker, journalist och författare. Under närmare 20 år var han radioproducent för UR i Skåne och Blekinge samt mediepedagog för UR i Skåne med kontor på Lärarutbildningen i Malmö åren 2005-10. Idag är han enbart musiker och föreläsare.
Ferne blev känd som ena halvan av 1970-talsduon Risken finns som han bildade i Lund 1971 tillsammans med Gunnar Danielsson. Efter att Risken Finns upphört 1976 har Ferne fortsatt ge ut skivor och drivit många egna projekt. År 1982 gjorde han LP:n Snapphanar, åtta sånger om försvenskningen av Skåneland under 1600-talet. Skivan blev omskriven i pressen och resulterade i flera TV-inslag, bland annat i Sydnytt och Lasse Holmqvists serie Skånska gästgiverier. Tillsammans med en ensemble från regionmusiken i Kristianstad gjorde Ferne 120 konserter i Rikskonserters regi på skolor, bibliotek och museer. Med sina sånger berättade han om 1600-talets svensk-danska krig. Sånger som "Balladen om Loshultskuppen", "Friskytt" och "Balladen om Örkenedsbranden" är några av titlarna.
Under 1980-talet höll han vid sidan av sitt civila arbete som journalist och radioproducent ett flertal föredrag om snapphanetiden. Han skrev också tillsammans med Mac Robertson en biografi om äventyrsförfattaren Carl August Cederborg, C. Aug Cederborg - snapphanetidens berättare (1993).
Efter ett uppehåll med musiken från 1983 till början av 2000-talet har Ferne från 2003 återkommit med tre nya musikproduktioner och som tolkare av Bob Dylans sånger till svenska. År 2003 kom hans första CD med Dylantolkningar - Inte ens ett farväl - Dylan på svenska (Living In The Past, LIPCD002), 13 tolkningar av Bob Dylans sånger till svenska. 2006 kom den krititikerrosade CD:n Musik för frånskilda (samma band som spelar Dylantolkningarna, plus trummor) som dock saknar distribution. 2013 utkom Fernebring med en ny CD med Dylantolkningar. Den heter Ödets Nyckfullhet och innehåller även den 13 tolkningar och blev nominerad till "Årets Visa" vid alternativa grammisgalan på Nalen i Stockholm våren 2014.
När Bob Dylan tilldelades Nobelpriset i Litteratur 2016 blev Fernes tolkningar aktuella igen och tillsammans med Thomas Wiehe gjorde han ett stort antal framträdanden på temat "Dylan-afton" under hela 2017. Ferne berättade om Dylans väg till berömmelsen och sjöng sina svenska tolkningar till Wiehes ackompanjemang. Ferne berättade också om Dylans musik och texter då Språk- och Litteraturcentrum på Lunds universitet presenterade 2016 års Nobelpristagare den 3 december 2016.

## Diskografi

### Risken Finns
- 1972 – Låtar från Knuff
- 1973 – Risken Finns
- 1974 – Hästgryta
- 1975 – Lyckan (baksida på singeln Doin' the omoralisk schlagerfestival med Nationalteatern)

### Soloalbum
- 1978 – Ferne
- 1980 – Clown på allvar
- 1982 – Snapphanar
- 2003 – Inte ens ett farväl - Dylan på svenska
- 2006 – Musik för frånskilda
- 2013 – Ödets nyckfullhet - Dylan på svenska